# Formicarius rufipectus
Formicarius rufipectus là một loài chim trong họ Formicariidae.